# Levrézy
Levrézy, of ook wel Levrezy, is een plaats en voormalige gemeente in het Franse departement Ardennes in de regio Grand Est.
De plaats ligt aan de Maas.

## Geschiedenis
In 1884 werd de firma Manufacture Ardennaise opgericht door Emile Despas (1846-1925) in Levrézy. In 1960 werd dit Société d’Estampage et de Forge Ardennes-Champagne (SEFAC). In 1968 verhuisde de productiesite naar buurgemeente Monthermé om in 1990 de deuren te sluiten. In 1980 werd de site in Levrézy opgekocht door de gemeente en werd het Musée de la Métallurgie Ardennaise geopend.
Op 1 januari 1967 fuseerde Levrézy met Braux en Château-Regnault-Bogny tot de gemeente Bogny-sur-Meuse.
Braux · Bogny · Château-Regnault · L'Hermitage · Levrézy